# 大紋寄居蟹
大紋寄居蟹（学名：Aniculus maximus）为活額寄居蟹科紋寄居蟹屬下的一个种。